# Gregory Franchi
Gregory Franchi (ur. 6 kwietnia 1982 w Flémalle) – belgijski kierowca wyścigowy.

## Kariera
Franchi rozpoczął karierę w wyścigach samochodowych w 2001 roku, od startów we Francuskiej Formule Ford, w której zdobył tytuł wicemistrzowski. W późniejszych latach startował w Europejskim Pucharze Formuły Renault 2.0, Francuskiej Formule Renault, Formule Renault 160 Benelux, Włoskiej Formule Renault, Brytyjskiej Formule 3, Włoskiej Formule 3 (trzecia lokata w sezonie 2003), Formule 3 Euro Series, Formule Renault 3.5, FIA GT Championship, Le Mans Series, Mégane Trophy Eurocup, 24H Series (wicemistrz w 2008 roku), Belgian GT Championship, French GT Championship, FIA GT3 European Championship oraz w Blancpain Endurance Series (mistrz  GT3 Pro w 2011 roku). W prestiżowej Formule Renault 3.5 startował w 2006 roku. Raz stanął na podium, a dorobek 10 punktów dał mu 25. miejsce w klasyfikacji generalnej. W Formule 3 Euro Series widniał na liście startowej w latach 2004-2005. Najlepiej spisał się w drugim sezonie, kiedy to był siedemnasty.

## Statystyki
| Sezon | Seria                                    | Zespół                     | Wyścigi | Zwycięstwa | PP | NO | Podium | Punkty | Pozycja |
| ----- | ---------------------------------------- | -------------------------- | ------- | ---------- | -- | -- | ------ | ------ | ------- |
| 2001  | Francuska Formuła Ford                   |                            |         |            |    |    |        | 165    | 2       |
| 2001  | Europejski Puchar Formuły Renault 2000   |                            | 1       | 0          | 0  | 0  | 0      | 0      | 72nd    |
| 2002  | Europejski Puchar Formuły Renault 2000   | ADM Junior Team            | 6       | 0          | 0  | 0  | 0      | 0      | 39      |
| 2002  | Włoska Formuła Renault                   | ADM Junior Team            | 3       | 0          | 0  | 0  | 0      | 0      | NS      |
| 2003  | Włoska Formuła 3                         | Lucidi Motors              | 9       | 0          | 0  | 1  | 4      | 78     | 3       |
| 2003  | Brytyjska Formuła 3                      | Lucidi Motors              | 2       | 0          | 0  | 0  | 0      | N/A    | NS†     |
| 2004  | Formuła 3 Euroseries                     | Opel Team Signature        | 17      | 0          | 0  | 0  | 0      | 0      | 29      |
| 2004  | Masters of Formula 3                     | Opel Team Signature        | 1       | 0          | 0  | 0  | 0      | N/A    | 29      |
| 2004  | Brytyjska Formuła 3                      | Opel Team Signature        | 2       | 0          | 0  | 0  | 0      | N/A    | NS†     |
| 2005  | Formuła 3 Euroseries                     | Prema Powerteam            | 20      | 0          | 0  | 0  | 0      | 11     | 17      |
| 2005  | Masters of Formula 3                     | Prema Powerteam            | 1       | 0          | 0  | 0  | 0      | N/A    | 21      |
| 2006  | Formuła Renault 3.5                      | Prema Powerteam            | 17      | 0          | 0  | 0  | 1      | 10     | 25      |
| 2007  | Eurocup Mégane Trophy                    | Equipe Verschuur           | 8       | 1          | 0  | 2  | 1      | 37     | 11      |
| 2007  | Le Mans Series                           | Aston Martin Larbre        | 5       | 0          | 0  | 0  | 0      | 14     | 11      |
| 2007  | FIA GT — GT1                             | Luc Alphand Aventures      | 1       | 0          | 0  | 0  | 0      | 7      | 20      |
| 2008  | Belcar                                   | Equipe Verschuur           | 11      | 3          |    | 5  |        | 117    | 4       |
| 2008  | FIA GT — GT1                             | Larbre Competition         | 6       | 0          | 0  | 0  | 0      | 10     | 14      |
| 2010  | FFSA GT Championship                     | WRT                        | 13      | 0          | 0  | 0  | 2      | 86     | 6       |
| 2010  | FIA GT3 European Championship            | Sainteloc-Phoenix Racing   | 7       | 0          | 0  | 0  | 1      | 24     | 20      |
| 2010  | FIA GT3 European Championship            | Belgian Audi Club          | 7       | 0          | 0  | 0  | 1      | 24     | 20      |
| 2010  | FIA GT3 European Cup                     | 1                          | 0       | 0          | 0  | 0  |        | 19     |         |
| 2011  | Blancpain Endurance Series – GT3 Pro Cup | Belgian Audi Club          | 5       | 1          | 0  | 0  | 2      | 89,5   | 1       |
| 2011  | FIA GT3 European Championship            | WRT Belgian Audi Club      | 5       | 2          | 0  | 0  | 2      | 75     | 9       |
| 2012  | Blancpain Endurance Series – GT3 Pro Cup | BMW / Vita4one Racing Team | 6       | 0          | 1  | 0  | 2      | 53     | 8       |
| 2012  | City Challenge Baku - Sprint races       | V4O Italy                  | 1       | 0          | 0  | 0  | 0      | N/A    | NS      |
| 2012  | City Challenge Baku GT                   | V4O Italy                  | 1       | 0          | 0  | 0  | 0      | N/A    | 8       |
| 2013  | Blancpain Endurance Series – GT3 Pro Cup | Vita4one Racing Team       | 4       | 0          | 0  | 0  | 0      | 11     | 24      |

## Wyniki w Formule Renault 3.5
| Legenda oznaczeń w tabelach wyników Wyświetl szablon na nowej stronie | Legenda oznaczeń w tabelach wyników Wyświetl szablon na nowej stronie                                                                     |
| Oznaczenie                                                            | Wyjaśnienie |
| --------------------------------------------------------------------- | --- |
| Złoty                                                                 | Zwycięzca lub mistrzostwo |
| Srebrny                                                               | 2. miejsce lub wicemistrzostwo |
| Brązowy                                                               | 3. miejsce lub II wicemistrzostwo |
| Zielony                                                               | Ukończył, punktował (w klasyfikacji generalnej, gdy zdobył co najmniej jeden punkt na przestrzeni sezonu, poza trzema powyższymi opcjami) |
| Niebieski                                                             | Ukończył, nie punktował (w klasyfikacji generalnej, gdy nie zdobył co najmniej jednego punktu na przestrzeni sezonu)                      |
| Czerwony                                                              | Nie zakwalifikował się (NZ) |
| Czerwony                                                              | Nie prekwalifikował się (NPK) |
| Różowy                                                                | Nie ukończył (NU) |
| Różowy                                                                | Niesklasyfikowany (NS) (w klasyfikacji generalnej, gdy nie został sklasyfikowany w żadnym wyścigu sezonu)                                 |
| Czarny                                                                | Zdyskwalifikowany (DK) |
| Czarny                                                                | Wykluczony (WYK/EX) |
| Biały                                                                 | Nie wystartował (NW) |
| Biały                                                                 | Kontuzjowany (K/INJ) |
| Biały                                                                 | Wyścig odwołany (OD/C) |
| Bez koloru                                                            | Został wycofany (WYC/WD) |
| Bez koloru                                                            | Nie przybył (NP/DNA) |
| Bez koloru                                                            | Nie brał udziału w treningach (NT/DNP) |
| Bez koloru                                                            | Nie został zgłoszony (–) |
| Pogrubienie                                                           | Start z pole position |
| Kursywa                                                               | Najszybsze okrążenie wyścigu |
| †                                                                     | Nie ukończył, ale jego rezultat został zaliczony ze względu na przejechanie więcej niż 90% dystansu wyścigu.                              |
| *                                                                     | Sezon w trakcie |
| 1/2/3                                                                 | Punktowana pozycja w sprincie kwalifikacyjnym                                                                                             |
| Lista systemów punktacji Formuły 1                                    | |

| Rok  | Zespół          | Wyniki w poszczególnych eliminacjach | Wyniki w poszczególnych eliminacjach | Wyniki w poszczególnych eliminacjach | Wyniki w poszczególnych eliminacjach | Wyniki w poszczególnych eliminacjach | Wyniki w poszczególnych eliminacjach | Wyniki w poszczególnych eliminacjach | Wyniki w poszczególnych eliminacjach | Wyniki w poszczególnych eliminacjach | Wyniki w poszczególnych eliminacjach | Wyniki w poszczególnych eliminacjach | Wyniki w poszczególnych eliminacjach | Wyniki w poszczególnych eliminacjach | Wyniki w poszczególnych eliminacjach | Wyniki w poszczególnych eliminacjach | Wyniki w poszczególnych eliminacjach | Wyniki w poszczególnych eliminacjach | Punkty | Pozycja |
| ---- | --------------- | ------------------------------------ | ------------------------------------ | ------------------------------------ | ------------------------------------ | ------------------------------------ | ------------------------------------ | ------------------------------------ | ------------------------------------ | ------------------------------------ | ------------------------------------ | ------------------------------------ | ------------------------------------ | ------------------------------------ | ------------------------------------ | ------------------------------------ | ------------------------------------ | ------------------------------------ | ------ | ------- |
| 2006 | Prema Powerteam | ZOL                                  | ZOL                                  | MON                                  | TUR                                  | TUR                                  | ITA                                  | ITA                                  | SFR                                  | SFR                                  | DEU                                  | DEU                                  | GBR                                  | GBR                                  | FRA                                  | FRA                                  | ESP                                  | ESP                                  | 10     | 25      |
| 2006 | Prema Powerteam | 15                                   | 12                                   | 3                                    | NU                                   | 19                                   | 11                                   | NU                                   | 18                                   | 15                                   | 18                                   | 16                                   | 23                                   | 15                                   | 23                                   | NU                                   | 17                                   | NU                                   | 10     | 25      |